# Osman Ahmad Osman Stadium
Das Osman Ahmed Osman Stadium, auch bekannt als Arab Contractors Stadium oder Al-Mokawloon al-Arab Stadium, ist ein Fußballstadion mit Leichtathletikanlage in Nasr City, Kairo, Ägypten. Es fasst 35.000 Zuschauer und wird hauptsächlich für Fußball genutzt. Es befindet sich in der Nähe des Cairo International Stadium und verfügt über drei Trainingsplätze und eine Schwimmhalle. Es ist das Heimstadion von Al-Mokawloon al-Arab und diente verschiedenen ägyptischen Vereinen wie dem FC Masr und Misr El-Makasa als vorübergehende Heimspielstätte. Das Stadion ist nach dem Bauunternehmer Osman Ahmad Osman benannt, welcher das Unternehmen Arab Contractors gründete, welches den Verein Al-Mokawloon al-Arab kontrolliert.
Das Stadion wurde 1979 eröffnet, war zwischen 2004 und 2011 Austragungsort einiger Spiele der ägyptischen Nationalmannschaft sowie des Rückspiels des Endspiels der CAF Champions League 2013 zwischen Al Ahly und Orlando Pirates. 